# 나이지리아 축구 연맹
나이지리아 축구 연맹(영어: Nigeria Football Federation, NFF, 2008년까지는 나이지리아 축구 협회(영어: Nigeria Football Association), NFA로 알려짐)은 나이지리아의 축구 관리 기관이다. 1945년에 공식적으로 출범했으며 1949년에 최초의 나이지리아 축구 국가대표팀을 구성했다. 1959년에는 CAF에, 1960년에는 FIFA에 가입했다. NFF 본부는 아부자에 위치해 있다.
2008년 현재 나이지리아 프리미어리그, 아마추어리그, 여자 리그 등 3개 리그와 페더레이션컵, 여자컵 등 5개 대회를 조직하고 있다. 다음 선거는 2022년으로 예정되어 있다.

## 형성 분쟁
작가이자 나이지리아 축구 역사가인 쿤레 솔라자는 나이지리아 축구 연맹이 이전에 생각했던 것처럼 1945년이 아니라 1933년에 설립되었을 수도 있다는 증거를 발견했다.
솔라자는 1933년 7월 21일과 8월 21일자 《나이지리아 데일리 타임스》의 기사 두 건을 인용하였다. 첫 번째는 "제안된 축구 협회"라는 제목의 기사였고, 후자는 공개 회의에 참석하도록 초대한 광고였다.
FA의 공보 책임자 데이비드 베르베르는 FA가 1945년 이전에 존재했던 나이지리아 축구 연맹의 증거를 가지고 있다고 밝혔다. "나는 나이지리아 축구 협회의 이름이 1938-1939년 시즌의 'FA 핸드북'에 우리의 산하 협회 목록에 처음 등장했다고 조언할 수 있다. 그 당시 NFA 사무총장은 라고스 주소를 가진 F.B 뮬포드였다."

## 2014년 분쟁
2014년 7월 9일, 2014년 FIFA 월드컵에서 나이지리아는 FIFA로부터 자격 정지 처분을 받았다. FIFA의 성명에 따르면, 이전에 나이지리아 축구 연맹(NFF)에 서한을 보냈는데, NFF가 아프리카 국가의 축구 업무를 운영하는 것을 방해하는 소송 절차를 받은 후 우려를 표명했다고 한다.
하지만 나이지리아는 2014년 FIFA U-20 여자 월드컵에 참가했다.
9월에는 나이지리아가 2015년 아프리카 네이션스컵 본선에 진출하지 못하게 되는 또 다른 분쟁이 발생했지만, 문제가 해결되었고, 나이지리아는 2014년 아프리카 여자 축구 선수권 대회에 진출했다.

## 나이지리아 축구 연맹 법안
나이지리아 축구 협회법을 폐지하고 나이지리아 축구 연맹법을 승인하는 법안이 2019년 나이지리아 국민의회를 통과하였다. 법안이 법이 되는 것은 모하마두 부하리 대통령의 동의로 남았다.

## NFF 법안에 대한 유보사항
국민적 합의는 나이지리아 축구 연맹이 그 나라에서 효과적으로 축구를 성장시키기 위해 요구하는 것이 될 것이라고 믿기 때문에, 그 법안의 통과를 지지한다. 그러나, 법적 의견은 국회가 그러한 법을 통과시킬 입법적 권한이 없는 스포츠 및 스포츠 행정에 관한 나이지리아 헌법에 근거하여 합헌성에 의문을 제기했다. 게다가, 대통령의 동의에 의해 그 법안이 법이 된다면, 나이지리아 축구 연맹은 법적 기관이 될 것이고, 그것은 그들의 회원 단체들에게 FIFA 법들 중 하나를 위반하게 될 것이다.